# Географія Мальти

Мапа Мальти

Мальта — архіпелаг в центрі Середземного моря за 93 км від Сицилії та за 290 км від Тунісу. Цілком входить до складу Мальтійської республіки.

## Географічне положення
Площа Мальтійського архіпелагу — 316 км², острови бідні водними джерелами. Сухопутних кордонів Мальта з іншими державами не має. На північ через Мальтійську протоку знаходиться острів Сицилія. Архіпелаг включає три населених острови (Мальта, Гоцо і Коміно), решта острівці і скелі людьми — не заселені. Незаселені острови є територією, що охороняється. Для островів характерна досить висока ступінь ендемізму.

## Рельєф
Геологічно архіпелаг складений з вапняку, вища точка (253 м) розташована близько Дінглі (південний захід головного острова). Є тонкі прошарки глини і пісковиків. Рельєф в основному рівнинний. Вапнякова порода островів добре піддається вивітрюванню.

## Клімат
Клімат Мальти субтропічний середземноморський. Середньомісячні температури коливаються від 12–13 °С взимку та до 25–26 °C влітку. Опадів випадає 553,3 мм на рік, в основному — з вересня по березень, практично, виключно з дощів.

## Острови
| Острови               | Англ.            | Малт.                   |
| --------------------- | ---------------- | ----------------------- |
| Мальта                | Malta Island     | Malta                   |
| Гоцо                  | Gozo             | Għawdex                 |
| Коміно                | Comino           | Kemmuna                 |
| Комінотто             | Cominotto        | Kemmunett               |
| Делімара              | Delimara Island  | Sikka ta' Delimara      |
| Фільфла               | Filfla           | Filfla                  |
| Острови Святого Павла | St Paul's island | Il-Gżejjer ta' San Pawl |
| Маноель               | Manoel Island    | Il-Gżira Manwel         |
| Грибна скеля          | Fungus Rock      | Il-Ġebla tal-Ġeneral    |